# Henri Fournier (sportif)
Pour les articles homonymes, voir Henri Fournier (homonymie) et Fournier.
Henri Fournier, né le 14 avril 1871 au Mans et mort le 18 décembre 1919 à Neuilly-sur-Seine, est un pilote automobile, coureur cycliste, pilote de vitesse moto et aviateur français.

## Biographie

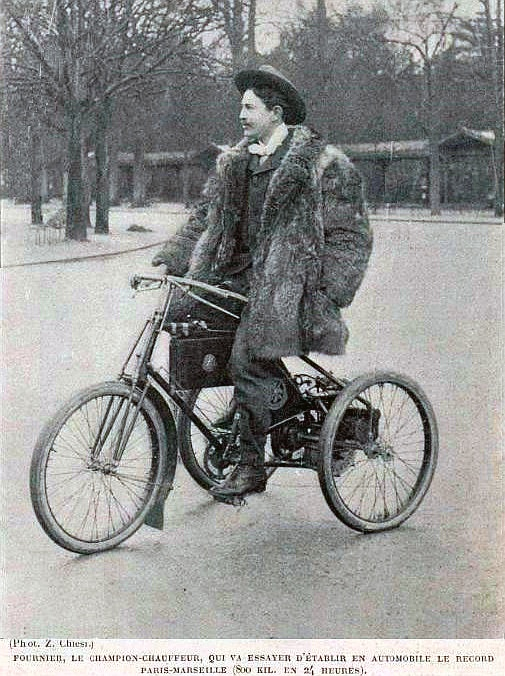
Henri Fournier en avril 1898 au guidon d'un tricycle motorisé.

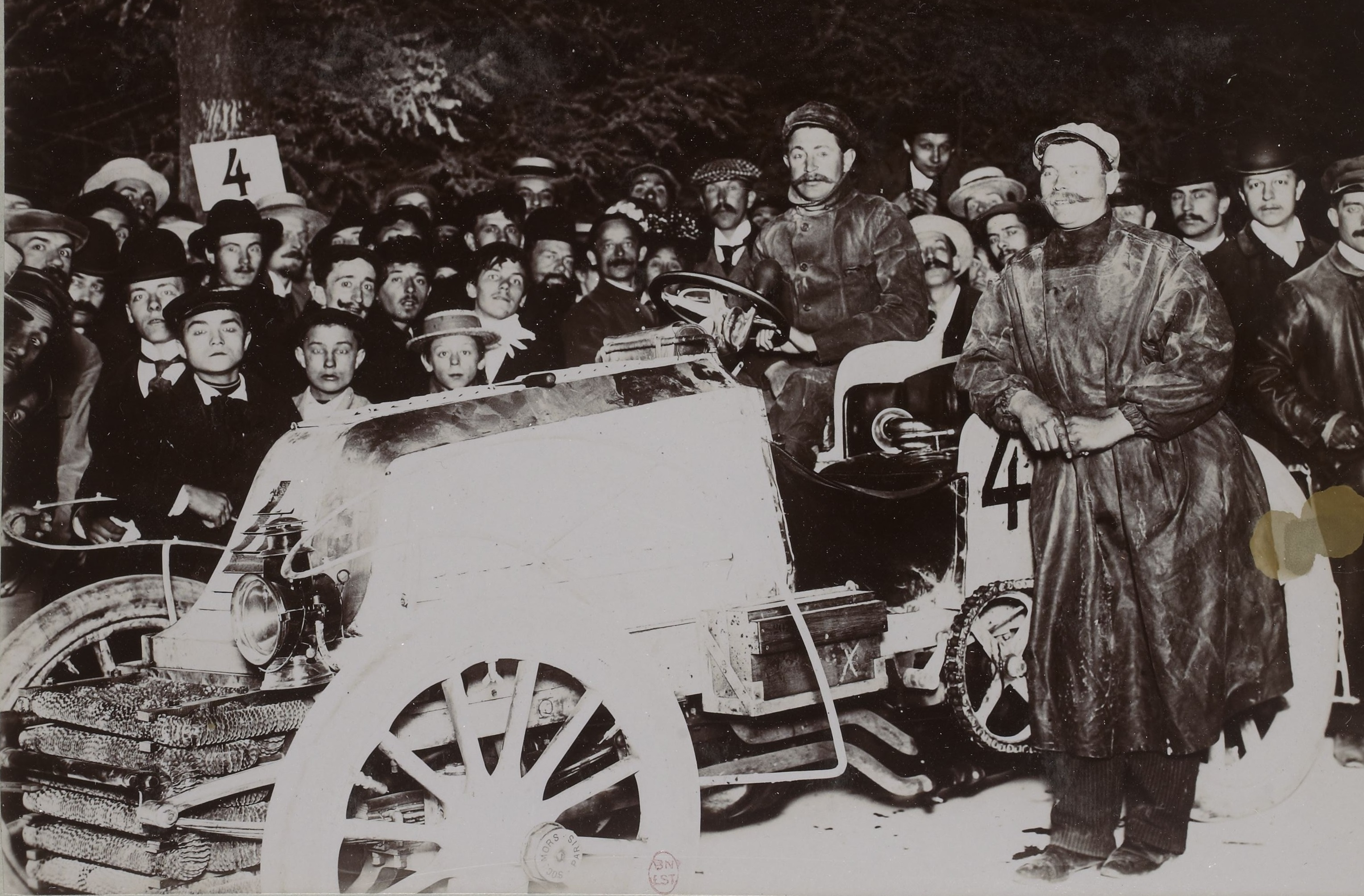
Henri Fournier victorieux sur Mors du Paris-Berlin 1901.

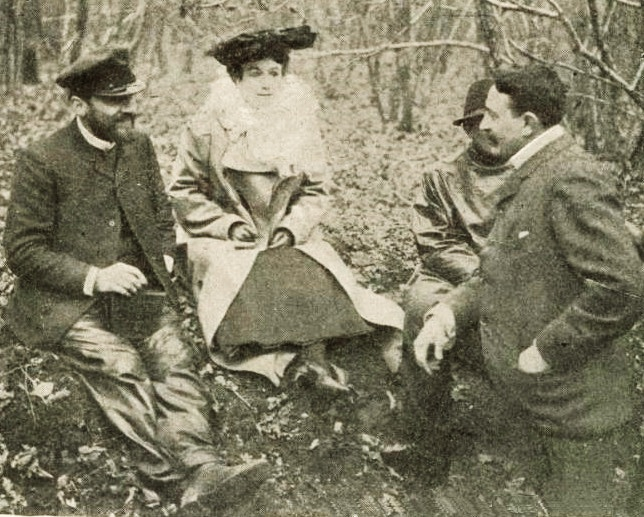
Henri Fournier discutant avec le couple Serpollet en 1902 à Dourdan.

Découvert par Frédéric de Civry, il commence sa carrière en course sur vélo (en 1886, chez Adolphe Clément, avec un championnat de France junior à la clé), grand-bi, motocyclettes et tricycles. En 1898, il est le premier importateur de motocycles sur le sol américain, où il découvre le Canadien Jake De Rosier (en) (futur recordman mondial de vitesse moto en juillet 1911), qu'il convainc de venir courir un temps en France.
En 1900, il termine premier des motocycles dans la dernière étape de Paris-Toulouse-Paris (Limoges-Paris, sur de Dion-Bouton), et il dispute la coupe Gordon Bennett comme mécanicien embarqué de Fernand Charron, sur un trajet Paris–Lyon (les deux hommes manquent de peu un accident mortel à 100 km/h dans une descente de dix kilomètres avant Lyon, quand un Saint-Bernard adulte vint s'encastrer entre le châssis et la roue), à la suite de laquelle Charron le place un temps chez son beau-père Adolphe Clément-Bayard. Il remporte la victoire sur motocycle de Dion-Bouton lors de la dernière étape Limoges-Paris du Paris-Toulouse-Paris.
En 1901, il commence à évoluer sur Mors et il remporte d'emblée deux courses d'importance depuis Paris, sa notoriété lui permettant à l'époque de participer à quelques courses aux États-Unis où il décide d'émigrer un temps (après quelques séjours préalables), notamment à Narragansett Park (en) (Pawtucket, Rhode Island) et à Coney Island, tout en servant d'instructeur aux éventuels pilotes américains intéressés par cette marque française. C'est alors qu'il manque de se faire écraser par un train, près de New York, sa voiture Mors étant détruite dans le choc de la collision. Il devient vice-président de la Fournier-Searchcomont Cie et réussit dès la fin 1901 à rouler à 112 km/h sur la piste de Buffalo à Coney Island (NY).
Au milieu des années 1900, il cesse un temps toute compétition pour vendre des Hotchkiss puis des Itala (ce qui lui permet de participer aux régates nautiques de Paris-Trouville à bord d'un Hotchkiss racer en 1904), mais il revient courir sur route en 1907. Il cesse définitivement la course automobile en 1908 et il apprend à voler à Châlons-sur-Marne en juillet 1909. En août, il participe sur un biplan Voisin à moteur Itala de 50HP à la Grande Semaine d'aviation de la Champagne, le premier meeting mondial d'avion, organisé en Champagne, concentrant 41 avions, pour 30 pilotes de 6 nationalités. Trop lourd, il s'écrase lors du meeting à Reims et une nouvelle fois, plus tard, lors de la Grande Quinzaine de Port-Aviation. Sa santé se dégradant progressivement alors à partir de 1913, il ne peut qu'assumer des actions de volontariat durant la Première Guerre mondiale.
À la fin des hostilités, il fonde avec son frère Achille les Établissements Fournier pour construire à son tour des automobiles à Levallois-Perret, mais il meurt alors rapidement de maladie.

## La famille Fournier

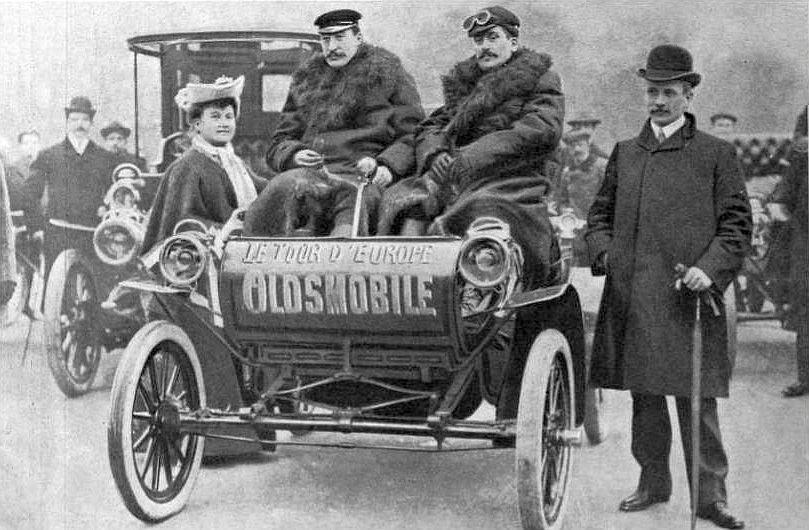
Départ du Tour d'Europe de Maurice Fournier, sur Oldsmobile en novembre 1904.

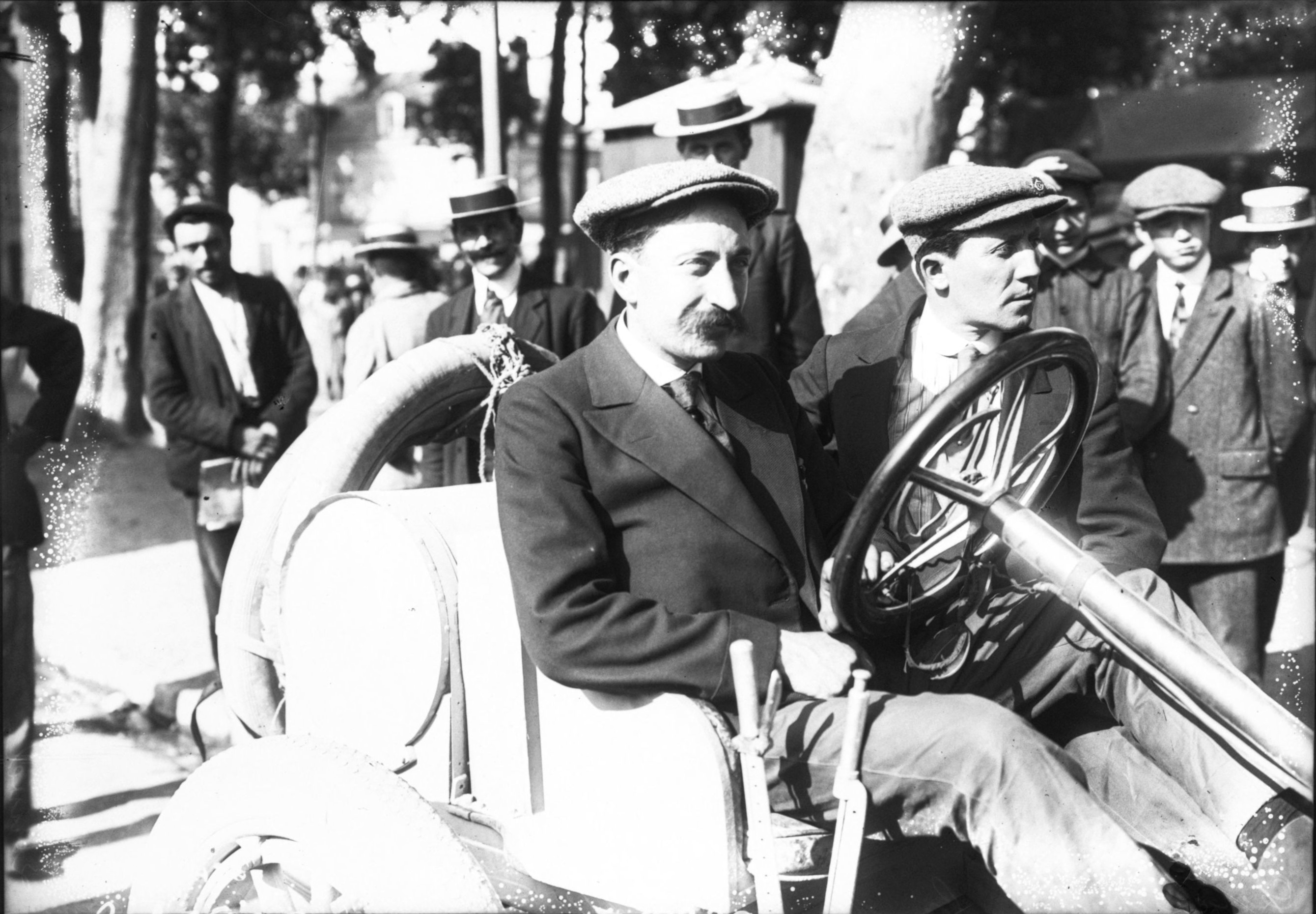
Maurice Fournier au Grand Prix de France 1911 (Le Mans).

Henri Fournier et ses frères, Achille et Maurice effectuent leur apprentissage en mécanique dans l'atelier de leur père.
Maurice (30 décembre 1880 Le Mans-23 juillet 1911 à Ruaudin près du Mans, mort à 30 ans), de neuf ans le cadet d'Henri est champion du monde motocycliste, détenteur de plusieurs records après des débuts dans cette spécialité en 1901. À la mi-septembre 1903, il devient Champion de France et Champion du Monde des 10 kilomètres à Motocyclettes en battant Alessandro Anzani au vélodrome Buffalo lors du Prix cycliste de la République sur une Clément. En 1904 il entame un tour d'Europe en Oldsmobile. En 1907, il participe au Kaiserpreis alors qu'il dirige L'Automobile Magazine, se classant huitième sur Itala. La même année il gagne le Grand Prix d'Épernay. En 1910, il participe à des courses sur une voiture de sa conception. Il meurt en 1911 avec son mécanicien embarqué Georges Louvel lors du Grand Prix des Vieux Tacots (car organisé par l'ACO) sur une Corre La Licorne de 1906 : au sixième tour du circuit sartois, sa roue avant droite se vrille (essieu cassé et capot détaché) faisant verser le véhicule sur la gauche.

## Palmarès

### Motocyclisme
- Champion de France juniors : 1889.

### Cyclisme
- Record mondial de l'heure à bicyclette : 1892 (à 39,2 km/h)[13]
- Vice-champion de France de demi-fond : 1891 et 1893
- Participation aux premiers Championnats du monde de cyclisme sur piste 1893[14].

### Automobile

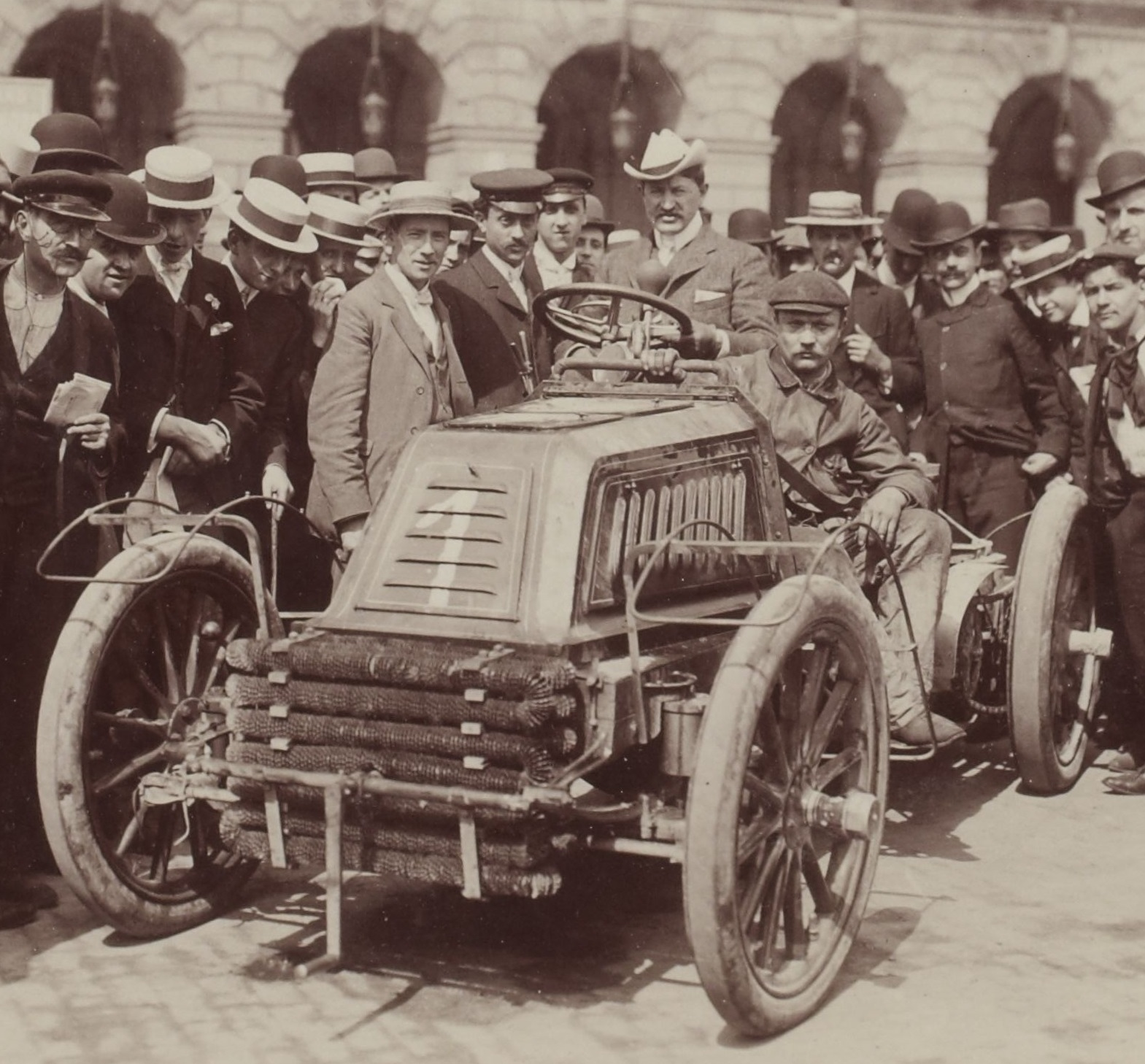
Henri Fournier au départ du Paris-Vienne 1902 (Mors).

- Record mondial de vitesse sur l'heure en voiture, lors de Paris-Bordeaux 1901, avec 86 km de moyenne horaire[15]
- Record mondial du mille en novembre 1901 à Narragansett Park[16], puis sur Coney Island boulevard[17], les deux fois en près de 51 s 5 (sur 4HP, en battant ainsi le record de l'américain Albert Bostwick (en)[18])
- Record mondial du kilomètre (accompli à la vitesse de 123,28 km/h) et du mile (en 47 s 4) homologués le 5 novembre 1902 au Kilomètre de Dourdan, sur véhicule Mors Z type Paris-Vienne 60 HP (4 cylindres de 9 232 cm3)[19],[20]
- Record mondial du kilomètre (29 s 8) et du mile (47 s 8) fin novembre 1903 au Kilomètre de Dourdan, sur Mors 60 HP[21]
- Vainqueur de la course Paris-Bordeaux 1901 (le 29 mai), sur Mors
- Vainqueur de la course Paris-Berlin 1901 (du 27 au 29 juin), sur Mors, en remportant la première étape Paris-Aachen
- 8e du Grand Prix des États-Unis 1908, sur Itala
- 20e du Grand Prix de l'ACF 1908, sur Itala
- Participations au Paris-Vienne 1902 (sur Mors, leader provisoire lors de la première étape à 114 km/h), à la Coupe automobile Gordon Bennett 1902 (sur Mors 60 HP), au Paris-Madrid 1903 (sur Mors, abandon)[22], au Circuit des Ardennes Voiturettes 1903 et à la Coppa Velocita di Brescia 1907 (sur Itala).

## Biographie
- « Ma Vie (un homme moderne) », La Vie au grand air,‎ 26 janvier 1902, p. 50-52
- « La Journée de Fournier », La Vie au grand air,‎ 4 février 1904, p. 90, 94